# Desireless (album)
Denne artikler omhandler albummet af Eagle-Eye Cherry. For sangeren, se Desireless.
Desireless fra 1998 er debutalbummet fra den svensk/amerikanske singer/songwriter Eagle-Eye Cherry. Albummet blev udgivet i Sverige i 1997 af det lille musik-labet Diesel. Det blev hurtigt populært og i 1998 besluttede Sony Music Entertainment at stå for ditributionen af albummet i USA. Albummet består af 12 numre.
Albummet fik platin i USA og blev solgt i over 4 millioner eksemplarer verden over.
De mest kendte sange fra albummet er singlerne "Save Tonight" og "Falling in Love Again".
Eagle-Eye Cherry modtog i 2006 en BMI-pris i London, da "Save Tonight" på daværende tidspunkt havde været spillet i radioen over 3 millioner gange.
Tracklisten er således:
1. Save Tonight
2. Indecision
3. Comatose (In The Arms Of Slumber)
4. Worried Eyes
5. Rainbow Wings
6. Falling In Love Again
7. Conversation
8. When Mermaids Cry
9. Shooting Up In Vain
10. Permanent Tears
11. Death Defied By Will
12. Desireless (Don Cherry)